# Veeweyde/Veeweide
Veeweyde/Veeweide – stacja metra w Brukseli, na linii 5. Zlokalizowana jest pomiędzy stacjami Bizet i Saint-Guidon/Sint-Guido. Została otwarta 5 lipca 1985.